# Damn Yankees (álbum)
Damn Yankees es el álbum debut de la agrupación de hard rock estadounidense Damn Yankees, publicado el 22 de febrero de 1990 por Warner Bros. El disco fue un éxito comercial, logrando la certificación de doble platino en los Estados Unidos impulsado por éxitos en las listas como "High Enough", "Come Again" y "Coming of Age".

## Lista de canciones
Todas escritas por Jack Blades, Ted Nugent y Tommy Shaw
1. "Coming of Age" – 4:21
2. "Bad Reputation" – 4:29
3. "Runaway" – 4:02
4. "High Enough" – 4:43
5. "Damn Yankees" – 4:37
6. "Come Again" – 5:38
7. "Mystified" – 4:14
8. "Rock City" – 4:28
9. "Tell Me How You Want It" – 4:32
10. "Piledriver" – 4:18

## Créditos
- Tommy Shaw – guitarra, voz
- Ted Nugent – guitarra, voz
- Jack Blades – bajo, voz
- Michael Cartellone – batería

## Sencillos
| Año  | Sencillo         | Lista                            | Posición |
| ---- | ---------------- | -------------------------------- | -------- |
| 1990 | "Coming of Age"  | Mainstream Rock Tracks (EE. UU.) | 1        |
| 1990 | "Coming of Age"  | RPM Top Singles (Canadá)         | 52       |
| 1990 | "Coming of Age"  | Billboard Hot 100 (EE. UU.)      | 60       |
| 1990 | "Come Again"     | Mainstream Rock Tracks (EE. UU.) | 5        |
| 1991 | "Come Again"     | Billboard Hot 100 (EE. UU.)      | 50       |
| 1990 | "High Enough"    | Mainstream Rock Tracks (US)      | 2        |
| 1991 | "High Enough"    | Billboard Hot 100 (EE. UU.)      | 3        |
| 1991 | "High Enough"    | RPM Top Singles (Canadá)         | 12       |
| 1991 | "High Enough"    | New Zealand Singles Chart        | 24       |
| 1991 | "High Enough"    | Australian Singles Chart         | 57       |
| 1991 | "High Enough"    | UK Singles Chart                 | 81       |
| 1991 | "Runaway"        | Mainstream Rock Tracks (EE. UU.) | 9        |
| 1991 | "Bad Reputation" | Mainstream Rock Tracks (EE. UU.) | 31       |